# Anneau de la Mémoire
De Anneau de la Mémoire (Ring of Remembrance) is een herdenkingsmonument in de Franse gemeente Ablain-Saint-Nazaire (departement Pas-de-Calais). Het werd opgericht ter nagedachtenis aan alle soldaten, ongeacht hun nationaliteit, die tussen 1914 en 1918 sneuvelden op het grondgebied van de departementen Nord en Pas-de-Calais. Het ligt vlak bij de militaire begraafplaats Nécropole nationale de Notre-Dame de Lorette op de heuvelrug waarop deze begraafplaats is ingericht. Het terrein heeft een oppervlakte van 2,2 ha. 
Het monument werd ontworpen door architect Philippe Prost en werd door de toenmalige Franse president François Hollande in aanwezigheid van de Duitse minister van defensie Ursula von der Leyen op 11 november 2014 onthuld. Het monument heeft de vorm van een ellips met een omtrek van 345 meter en bestaat uit 500 vergulde panelen van 3 meter hoog waarop de namen vermeld staan van 579.606 militairen uit 40 landen die in de regio stierven. Daarbij zijn 241.214 militairen uit het voormalige Britse Rijk, 173.876 Duitsers, 106.012 Fransen, 2.326 Belgen, 2.266 Portugezen, 1.037 Russen, 6 Amerikanen en vele andere uit diverse landen.